# Агуада-де-Сіма
Агуа́да-де-Сі́ма (порт. Aguada de Cima; МФА: [ɐ.ˈgwa.dɐ dɨ ˈsi.mɐ]) — парафія в Португалії, у муніципалітеті Агеда. Розташована в західній частині країни, на теренах історичної португальської провінції Бейра. Входить до складу округу Авейру. За адміністративним поділом, чинним до 1976 року, терени парафії були складовою провінції Берегова Бейра. Належить до Авейрівської діоцезії Католицької церкви. Патрон — свята Евлалія. Площа — 28,3931 км². Населення — 4013 ос. (2011). Слабо урбанізований регіон. Густота населення — 141,34 осіб/км²
. Код — 010103.

## Географія

Агеда (2013)
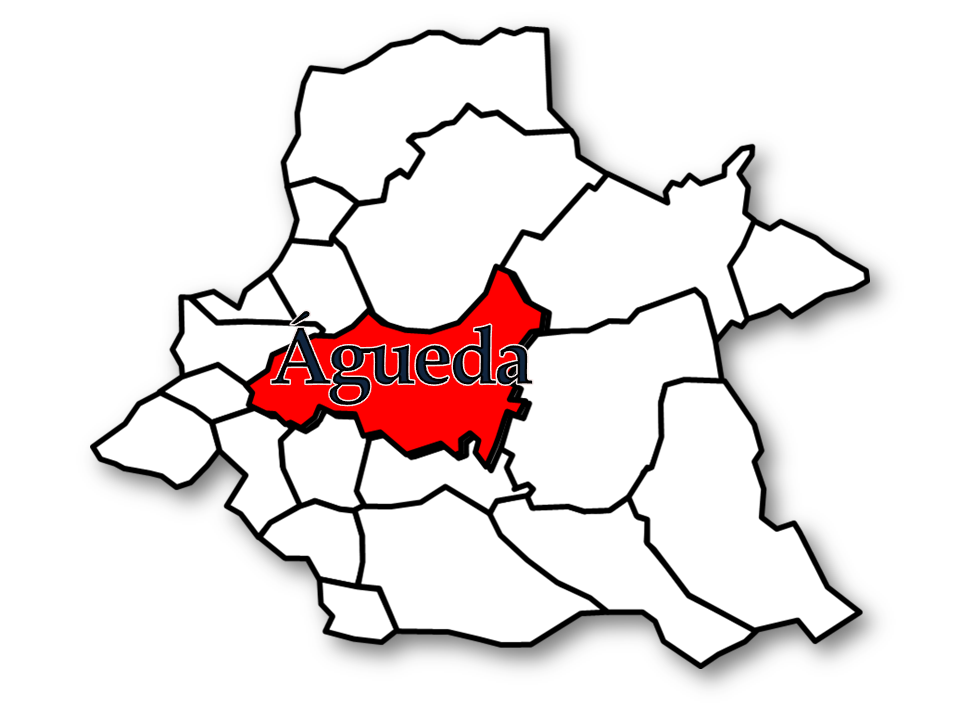
Агеда
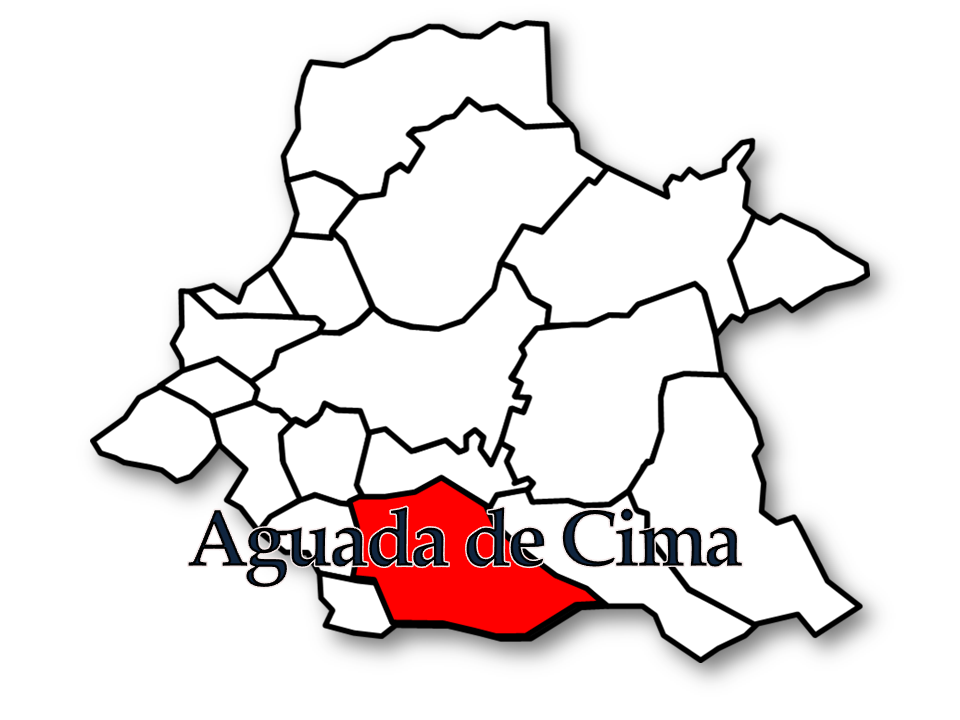
Агуада-де-Сіма

## Населення
| Кількість мешканців | Кількість мешканців | Кількість мешканців | Кількість мешканців | Кількість мешканців | Кількість мешканців | Кількість мешканців | Кількість мешканців | Кількість мешканців | Кількість мешканців | Кількість мешканців | Кількість мешканців | Кількість мешканців | Кількість мешканців | Кількість мешканців |
| ------------------- | ------------------- | ------------------- | ------------------- | ------------------- | ------------------- | ------------------- | ------------------- | ------------------- | ------------------- | ------------------- | ------------------- | ------------------- | ------------------- | ------------------- |
| 1864                | 1878                | 1890                | 1900                | 1911                | 1920                | 1930                | 1940                | 1950                | 1960                | 1970                | 1981                | 1991                | 2001                | 2011                |
| 1.478               | 1.646               | 1.680               | 1.540               | 1.581               | 1.650               | 1.879               | 2.054               | 2.503               | 2.620               | 2.433               | 3.526               | 2.975               | 3.952               | 4.013               |